# Готензе
Готензе (нем. Gothensee) — озеро на острове Узедом. Расположено в юго-западной части коммуны Херингсдорф.
Готензе имеет ледниковое происхождение. Площадь зеркала — 5,6 км², длина — 6,6 км, ширина — 1,5 км. Высота над уровнем моря — 0 м. С 1819 года озеро соединено с Балтийским морем Зак-каналом.
Берега озера заросли тростником, у воды гнездуются несколько видов птиц.